# Alberto Lanteri
Alberto Raúl Lanteri Merlo (La Plata, 11 gennaio 1938) è un ex schermidore argentino.

## Biografia
Ha partecipato ai Giochi della XVIII Olimpiade di Tokyo nel 1964 ed ai Giochi della XIX Olimpiade di Città del Messico nel 1968.

## Palmarès
In carriera ha conseguito i seguenti risultati:
- Giochi panamericani:

Winnipeg 1967: argento nella sciabola a squadre.